# خوش‌نشین

خوش‌نشین‌ها

خوش‌نشین‌ها روستاییان بی زمین هستند و جزو جمعیت روستایی بشمار نمی‌آیند.

## تعریف خوش‌نشین
در روستاهای ایران کسانی می‌زیستند که نه مالک زمین و نه اجاره دار بودند. این دسته یک قشر اجتماعی خاص را تشکیل می‌دادند که خوش‌نشین نامیده می‌شدند. نامگذاری خوش‌نشین بر مبنای این واقعیت صورت گرفته بود که گفته می‌شد آن‌هایی که نه زمینی را زیر کشت می‌برند و نه مالک آن هستند، زندگی آسوده‌تری دارند، زیرا لازم نیست نگران دشواری‌های معمول کار کشاورزی باشند. در خراسان اصطلاح آفتاب‌نشین بجای خوش‌نشین رایج بود. خوش‌نشین آن دسته از ساکنان روستاها هستند که نه زمین‌دار هستند و نه زمینی در اجاره دارند و نه با سهم‌بری از محصولی که می‌کارند معاش خود را تأمین می‌کنند.
خوش‌نشین به معنای روستایی فاقد زمین یا نسق (حق استفاده از زمین) است که صرفاً کاری غیر کشاورزی یا کارگری کشاورزی می‌کرد و بنابر تعریف هرچند چندین نسل در یک روستا ساکن می‌ماند، باز هم اقامت او فرزندان وی به نوعی موقت قلمداد می‌شد.
خوش‌نشین‌ها به فعالیت‌های گوناگونی مانند چوپانی، دشتبانی، بنایی، نجاری، بقالی، معامله‌گری، دست‌فروشی و کارگری تأمین معاش کنند. خوش‌نشین‌های روستایی ممکن است از زمین دیم که در اطراف آبادی به مقدار زیادی وجود دارد، کشت و زرع کنند ولی زمین آبی ندارند یعنی حق آب ندارند.
خوش‌نشین‌ها می‌توانند زراعت دیم داشته باشند. در مناطق روستایی سبزوار، اراضی وسیعی در اطراف دهکده‌ها وجود دارد که به صورت دیم به کشت هندوانه اختصاص دارد. در چنین شرایطی، خوش نشینان روستایی هم حق دارند در اراضی مشاء، که متعلق به کل آبادی است، کار کرده و از آن بهره ببرند.
خوش‌نشین‌های روستایی به گروه‌های متعددی تقسیم می‌شوند. خوش نشینان از لحاظ نوع اشتغال به گروه‌های عمده کارگران روستا، سوداگران روستایی، کاسب‌کاران، کارکنان خدماتی، افزارمندان و دامداران تقسیم شده‌اند که هر کدام از آن‌ها مشتمل بر چند گروه شغلی کوچکتر هستند.

## در دوره قاجار
حضور خوش‌نشین‌ها در روستا‌ها گذرا بود و در واقع آن‌ها در یکجا ساکن نبودند. از آنجا که جمعیت روستاها کفاف انجام کارها را نمی‌داد، عده‌ای از اطراف به روستاها مهاجرت می‌کردند. آن‌ها در ازای کار خود بر روی زمین، سهمی از محصول را بدست می‌آوردند. مقدار این سهم در سال ۱۲۹۰ خورشیدی، ۱/۳ محصول بود. به این ترتیب، خوش‌نشین برای مدت چند ماه، نان خود را بدست می‌آورد ولی برای سال آینده کار او تضمینی نداشت. ناصرالدین شاه در فرمان خود مبنی بر آزادی جایجایی رعایا، گفت که رعیت خوش‌نشین است. منظور وی این بود که رعیت آزاد است، هر کجا که می‌خواهد، سکونت کند. در آن زمان، خوش‌نشین‌ها تنها ۱/۴ سهم مالیات دیوانی را می‌پرداختند.

## در اصلاحات ارضی
بنا بر برخی جمع بندی ها در برنامه اصلاحات ارضی حدود یک میلیون خانوار خوش‌نشین نادیده گرفته شدند. به تعبیری این خوش نشین‌‌ها در برنامه توسعه‌ گنجانده نشدند و به عنوان پارازیت‌هایی قلمداد می شدند که باید به نوعی رانده می‌شدند، بنا به متون کمونیستی دوره اصلاحات ارضی، ساخت طبقاتی روستاها تثبیت شد و فقط رأس آن از مالک به دولت تغییر یافت.
در اصلاحات ارضی، طی سه مرحله، دهقانان صاحب نسق، تبدیل به خرده مالک شدند. شیوه عقب مانده تولید کشاورزی ادامه یافت و خوش‌نشین‌‌ها که بیش از ۲۵ درصد جمعیت روستایی بودند، همچنان بدون زمین باقی ماندند. از سوی دیگر شرکت‌های تعاونی نتوانستند سرمایه تولیدی در اختیار دهقانی که حداکثر دارای چند هکتار زمین شده بود، بگذارند. دهقانان قادر نبودند با خشکسالی، آفت و بحران‌های تولیدی مقابله کنند. 
بنا به تبلیغات مارکسیستی دوران شاه، سلف‌خرها، میدان‌دارها، کسبه شهری و صاحبان وسایل نقلیه از همان نخست، بهره کشی این دهقانان خرده مالک را شروع کردند و
پشت سر آن‌ها بانک‌ها، به عنوان واسطه‌های سرمایه‌داری، وارد زندگی اقتصادی روستا شدند. اقساط وام، آب‌بها، از دست دادن درآمدهای فرعی مانند دامداری و صنایع دستی و خانگی، پرداخت بهای مصنوعات صنعتی، گسترش مصرف در همه زمینه‌ها و نهایتاً سیاست دولت در پایین نگهداشتن قیمت محصولات کشاورزی در حمایت از مصرف کنندگان از طریق وارد کردن مواد غذایی و توزیع آن‌ها با قیمت حمایت شده سوبسید(یارانه) موجب دشواری و شوربختی دهقانان شده و دارایی را از دست آن‌ها بیرون آورد و امکان کسب معاش از راه کشاورزی خردمقیاس برای آن‌ها سخت شد به گونه ای که جمعیت دهقان به راحتی آماده بود برای پایان دادن به این مشکلات، زمین خود را به شکل قانونی و یا غیرقانونی به بهایی ناچیز بفروشد و به صورت مهاجر راهی شهر شود.

## نمونه عینی خوش‌نشین
صفی‌نژاد در بحث از خوش‌نشین‌‌های طالب آباد، آخوند روستا را توصیف می‌کند که در بهار ۱۳۴۰ شمسی به دعوت ارباب طالب‌آباد، آخوندی از خراسان به ده آمد و در مسجد ده ساکن گردیده… که وضع مسکونی‌اش پس از ارباب ده از دیگران به مراتب بهتر و اصولاً قابل مقایسه نیست. نامبرده راهنمای مسائل مذهبی اهالی است و نماز پنجگانه را در مسجد می‌گذارد. عده‌ای از اهالی به او اقتدا می‌کنند و پس از آن به مختصر موعظه‌ای در مسجد برای مراجعه‌کنندگان می‌پردازد. روزها بیشتر به تعلیم مسائل مذهبی علاقمندان همت می‌گمارد. در قبال زهد و تقوی و موعظه و تعلیم… ماهانه حقوقی به مبلغ ۹۴ تومان و ۲۹ من گندم از ارباب ده دریافت می‌دارد و گاه‌گاهی هم دهقانان و خود ارباب به او هدایایی می‌دهند.

## خوش‌نشین پس از انقلاب
در گزارش اونو از خیرآباد می‌خوانیم، می‌توان نقش ایدئولوژی انقلابی و مذهبی را در تحولات تغییر نقش‌ها مشاهده کرد؛ و اشاره دارد به تغییر نقش و تبدیل شدن خوش‌نشین‌هایی مانند سید علینقی به یک عنصر مهم و تأثیرگذار در روستا بعد از انقلاب اسلامی ۱۳۵۷.

## تغییر مفهوم خوش‌نشین امروزه
به نظر می‌رسد امروزه، مفهوم خوش‌نشین، تنها به افرادی گفته می‌شود که ساکن بومی منطقه نبوده، ولیکن از مزایای ساکنین بهره‌برداری می‌کنند. قباد افشار در جمع مدیران جهاد کشاورزی و امور اراضی شهرستان‌های گیلان در ۱۲ شهریور ۱۳۹۳ می‌گوید، تغییر کاربری اراضی کشاورزی بیش از میزان آماری است که اعلام می‌شود و تسهیلات مسکن روستایی به نام روستاییان به کام خوش‌نشین‌ها است. رئیس سازمان جهاد کشاورزی گیلان می‌گوید، بهانه کردن توسعه در روستاها و اجازه ساخت به خوش نشین‌‌ها در گیلان نه تنها توسعه نیست بلکه تخریب نیز محسوب می‌شود، زیرا دیده می‌شود افرادی که ویلاهایی در روستاهای گیلان می‌سازند سالانه کمتر از یک ماه از سال را در این ویلاها می‌گذرانند و نه تنها زمینی ارزشمند را به یک واحد مسکونی تبدیل می‌کنند، بلکه حتی اقتصاد آن منطقه را مختل هم می‌کنند زیرا به گفته برخی از کشاورزان شهرستان املش دیده شده که حتی جزیی‌ترین مواد مورد نیاز خود را خوش نشین‌‌ها از استان خود خریداری می‌کنند و حتی یک بار هم مثلاً از فروشگاه مواد غذایی روستاییان خرید نمی‌کنند و شاید فقط برای نظافت از روستاییان کمک بگیرند که این کار نامش توسعه نیست.
وزارت نیرو به ویلاهای خوش‌نشین در روستاها برق روستایی نمی‌دهد. به گزارش برق نیوز، ناصر اسکندری مدیرعامل شرکت توزیع برق استان البرز در در خصوص برق رسانی به روستای سفیدارک و روستاهای غیر دائم گفت: برای اینکه فضایی به‌عنوان یک روستا تلقی شود و امکان برق‌رسانی از محل برق روستایی داشته باشد باید به تأیید وزارت نیرو برسد. اسکندری با اشاره به بازدیدهای کارشناسان وزارت نیرو از روستای سفیدارک گفت: طی این بازدیدها مشخص‌شده‌است که این روستا به‌عنوان یک روستای دائم نیست. وی با تأکید بر اینکه وزارت نیرو به ویلاهای خوش‌نشین در روستا‌ها برق روستایی نمی‌دهد، گفت: اگر بخواهیم به روستای سفیدارک از منابع روستایی برق بدهیم باید تیم کارشناسی وزارت نیرو دوباره از روستا بازدیدی داشته باشند. بیست و سوم آبان ماه یعنی سه روز مانده به سفر رئیس‌جمهور و هیئت دولت به استان البرز گزارشی با عنوان اهالی فانوس به دست سفیدارک در انتظار تدبیر منتشر شد در این گزارش به وضعیت روستایی در چند قدمی پایتخت پرداخته شد که با گذشت چهار دهه از انقلاب اسلامی از نعمت برق محروم بودند.
روستای سفیدارک از توابع دهستان هیو واقع در بخش مرکزی شهرستان ساوجبلاغ یکی از روستای خوش آب و هوای استان البرز است که از نعمت برق و گاز بی‌بهره است، اهالی این روستا تا سال گذشته از نعمت راه روستایی نیز بی‌بهره بودند که با پیگیری‌های انجام‌شده راه روستایی احداث شد.